# Salvador Maidana
Salvador Maidana, vollständiger Name Salvador Maidana Vázquez, (* 16. September 1987 in Melo) ist ein uruguayischer Fußballspieler.

## Karriere
Der 1,80 Meter große Defensivakteur Maidana gehörte zu Beginn seiner Karriere von 2009 bis Mitte 2011 dem Kader des Cerro Largo FC an. In der Saison 2009/10 absolvierte er beim Klub aus seiner Geburtsstadt zwei Spiele in der Primera División. Dem folgten in der Spielzeit 2010/11 mindestens 12 Zweitligaeinsätze. Von Juli 2011 bis Anfang Februar 2012 stand er in Reihen des in Montevideo beheimateten Vereins River Plate Montevideo. Für die Clausura 2012 kehrte Maidana auf Leihbasis zurück zum Cerro Largo FC, wurde allerdings bei den Osturuguayern lediglich in einer Erstligapartie eingesetzt. Ab Juli 2012 war er für die Reservemannschaft (Formativas) von River Plate Montevideo aktiv. Anfang September 2013 verpflichtete ihn der Zweitligist Villa Teresa. Bei den Montevideanern lief er in sieben Begegnungen der Segunda División auf. Anfang September 2014 schloss er sich abermals dem Cerro Largo FC an und bestritt 13 Zweitligaspiele in der Apertura 2014. Mitte Januar 2015 wechselte er innerhalb der Liga zum Huracán Football Club. Nach acht Zweitligaeinsätzen in der Clausura 2015, in denen er seinen ersten Zweitligatreffer erzielte, wurde er in der Apertura 2015 in sechs weiteren Partien (kein Tor) der zweithöchsten uruguayischen Spielklasse eingesetzt. Ab Mitte Januar 2016 setzte er seine Karriere bei Deportivo Maldonado fort. In der Clausura 2016 weist die Statistik für ihn dort vier persönlich torlose Zweitligaeinsätze aus. Ab Ende August 2016 folgte ein Engagement beim Zweitligaaufsteiger Club Sportivo Cerrito. In der Saison 2016 absolvierte er dort acht Spiele (kein Tor) in der Segunda División.